# Ardicio Rivoltella
Ardicio Rivoltella (Milano, ... – 1186) è stato un cardinale italiano.

## Biografia
Proveniente da una nobile famiglia milanese, prima del 1153 fu subdiacono della Chiesa Romana.
Nel dicembre 1155 fu creato cardinale-diacono di San Teodoro. Fu rettore della chiesa di Benevento.
Sottoscrisse le bolle papali tra il 27 dicembre 1156 e il 28 giugno 1159; tra il 15 ottobre 1159 e il 21 marzo 1181; tra il 25 marzo 1182 e l'11 novembre 1185; tra il 9 dicembre 1185 e il 14 marzo 1186.
Partecipò al conclave del 1159, che elesse papa Alessandro III e fu un fervente sostenitore del papa contro l'antipapa Vittore IV.
Fu inviato in Lombardia come legato apostolico, con il cardinale Ottone di San Nicola in Carcere, con lo scopo di risolvere le divergenze tra i cittadini di Lodi e Milano, e per riallacciare la loro devozione verso la Chiesa Romana. 
Con il vescovo di Tivoli fu legato apostolico a Costantinopoli presso la corte dell'imperatore Manuele I Comneno, per comunicargli ufficialmente la notizia dell'elezione del papa Alessandro III e per tentare, inoltre, un riavvicinemento tra la Chiesa cattolica e quella ortodossa, ormai separate da un secolo.
Partecipò al  conclave del 1181, che elese papa Lucio III. Il 16 ottobre 1182 divenne prelato della chiesa di Piadena, nella diocesi di Cremona. Partecipò al conclave del 1185, in cui fu eletto papa Urbano III. Optò per l'ordine dei cardinali-presbiteri e per il titolo di San Crisogono nel 1186.